# 西貢半島

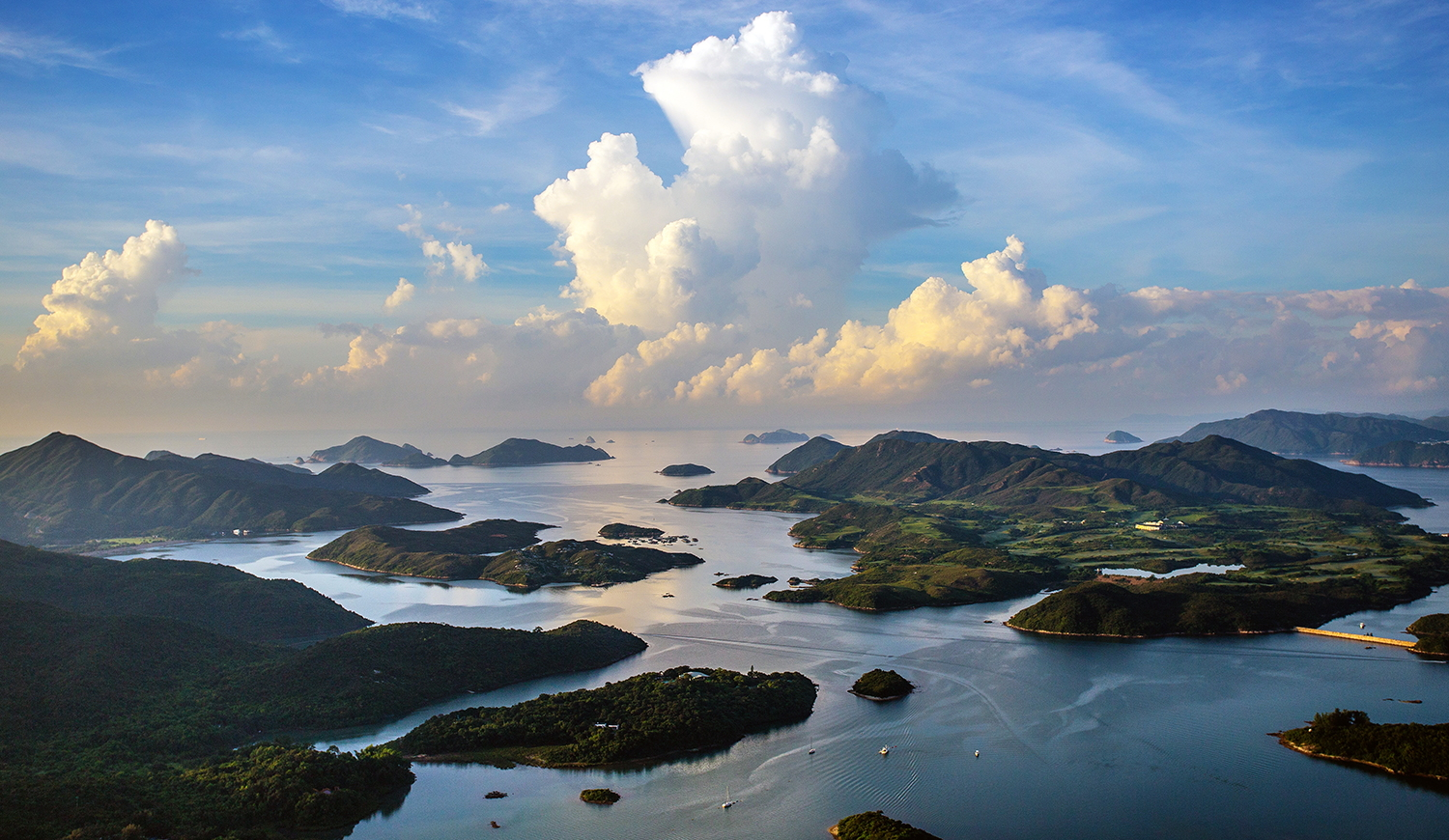
西貢海，相中左下方為西貢半島和黃宜洲，右方為滘西洲

西貢半島是香港新界東部的半島。西貢半島主要包括西沙路以東地區，南部屬於西貢區，北部屬於大埔區（西貢北），是香港面積最大的半島。西貢半島風光優美，有香港後花園之美譽。

## 概況

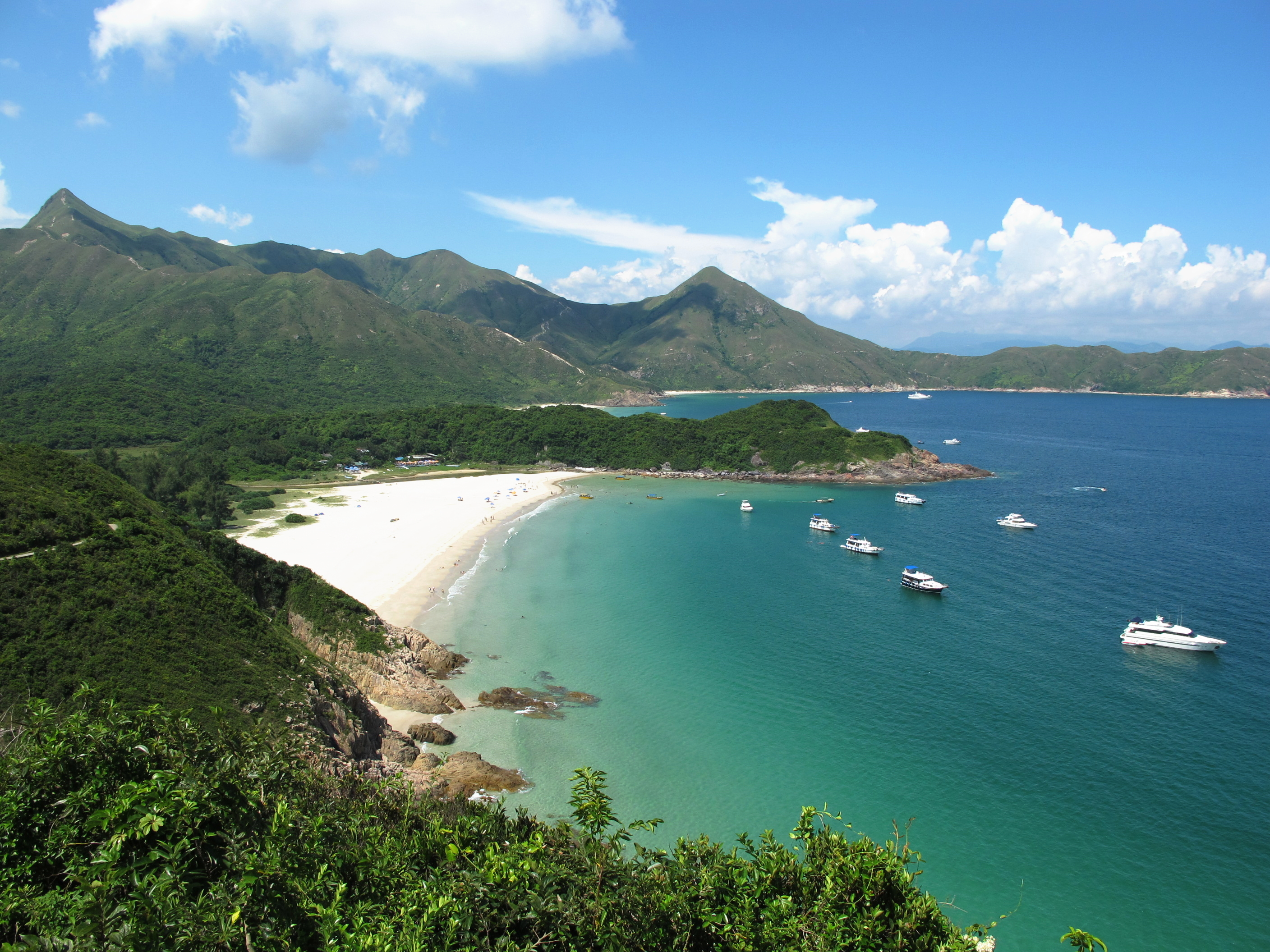
西貢大浪灣

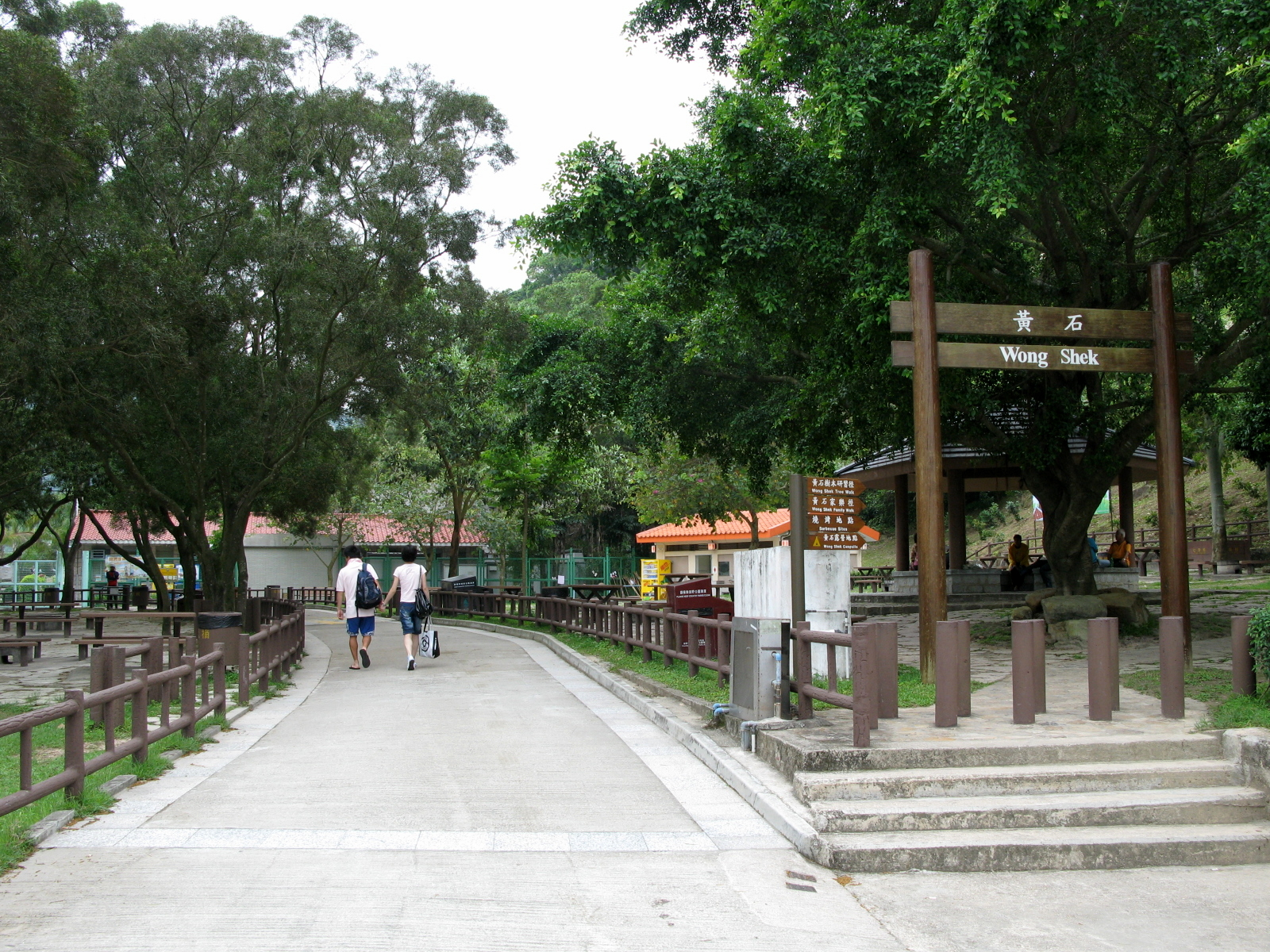
黃石

西貢半島的大部分土地在香港城市化過程中沒有被開發，都是屬於郊野公園的範圍（分屬西貢西郊野公園和西貢東郊野公園）。位於西貢半島的海下灣是香港海岸公園之一，受到法律限制，不可以進行海上作業活動等。香港儲水量最大的水庫萬宜水庫亦座落於西貢半島。
此外，西貢半島部分地區亦成為了香港聯合國教科文組織世界地質公園的一部分，其中糧船灣景區屬於西貢火山岩園區，荔枝莊則屬於新界東北沉積岩園區中的赤門景區。
西貢半島也是遠足的熱門地點，長達100公里的麥理浩徑的起點就是位於半島內的北潭涌，麥理浩徑第一至三段全段亦位於西貢半島。除了麥理浩徑，西貢半島上亦有多條郊遊徑，如上窰郊遊徑、北潭涌自然教育徑、北潭郊遊徑、大灘郊遊徑等。
西貢半島地形多山，位於西貢西郊野公園的山峰包括雷打石、畫眉山、牛耳石山、石屋山和雞公山等，位於西貢東郊野公園的山峰包括大蚊山、 大枕蓋、西灣山、米粉頂和蚺蛇尖等。其中蚺蛇尖被遠足人士稱為「香港三尖」之一，也被政府漁農自然護理署列為全香港十七個『郊野公園曾發生致命及嚴重意外的高危地點』之一。
西貢半島也是一個十分適合水上活動的地點，例如划橡皮艇、潛水、游泳等，位於萬宜水庫西壩旁邊的創興水上活動中心亦設有人工湖作水上活動之用。此外，海下灣是香港最容易前往的潛水地點之一，適合進行潛水訓練及潛水初學者。

### 歷史

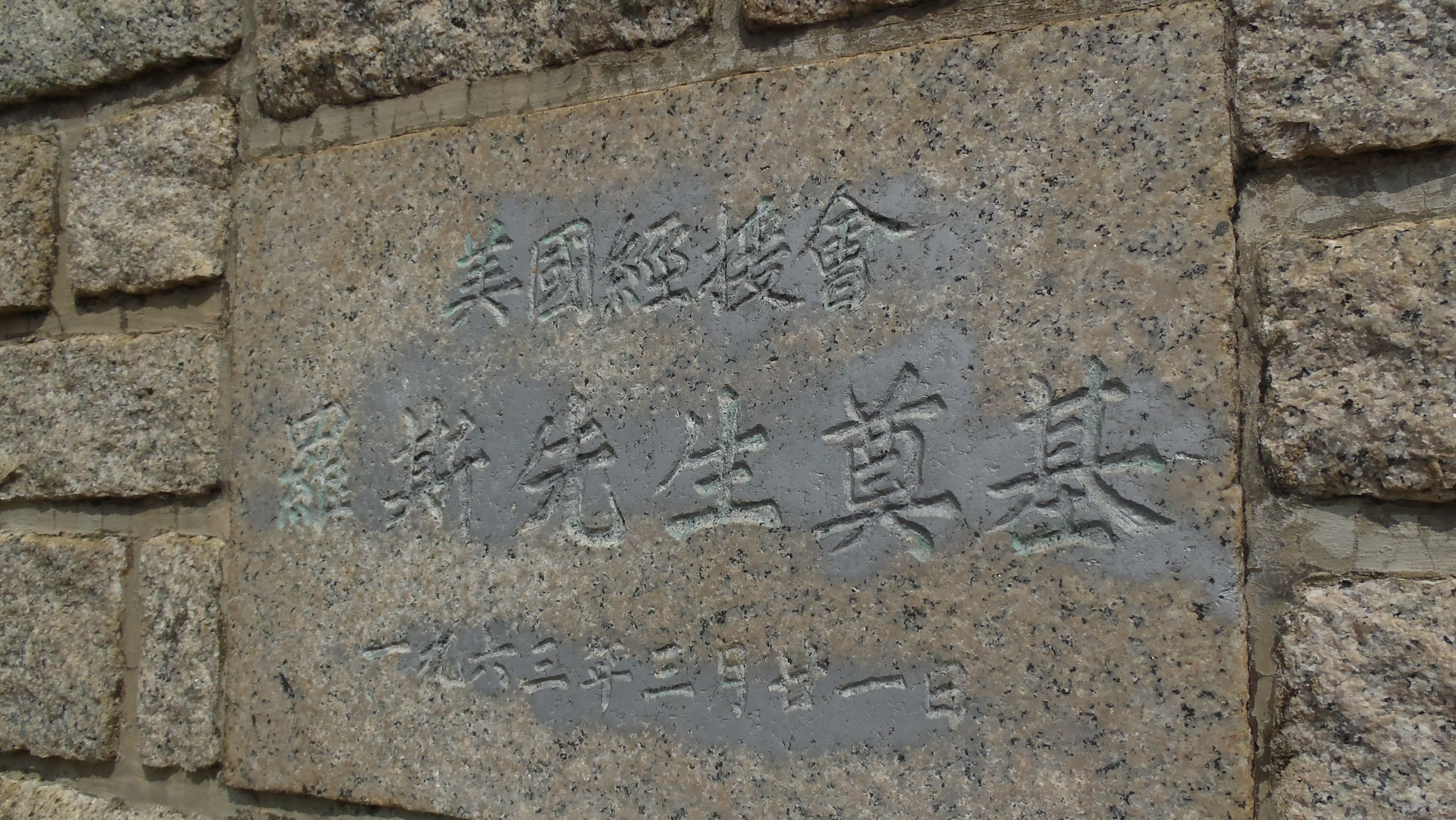
位於高流灣村公所的奠基石碑

位於西貢半島北部、榕樹澳與深涌之間的黃地峒發現距今4萬年到6,800年前的石器加工場。西貢半島附近的滘西洲亦曾出土新石器時代文物及漢代文物。清朝初期遷界時，西貢這個地域範圍曾短暫歸併入東莞縣，但不久重設新安縣，此地亦重歸新安縣官富司的管轄。
1898年英國租借新界，並設南約、北約兩個理民府管理新界。1942年日本人佔領香港，實行分區管治，才有西貢區的設立，當時的西貢區包括今日西貢北約鄉事委員會、西貢區鄉事委員會及坑口鄉事委員會所屬的範圍。第二次世界大戰後，理民府制度恢復。在1960年至1963年間，政府曾將新界民政署屬內的南約區，分為離島與西貢兩區，但不久又重新合併。
1969年，港府開始構思興建另一個類似船灣淡水湖的大型水庫，強化香港供水的穩定性，減少水荒的發生機會。水庫最終選址位於西貢半島南岸與糧船灣洲的狹窄海道之中。
確定興建萬宜水庫後，港府再次劃分西貢區，範圍包括由新九龍界起，至東面的清水灣半島及西貢半島南；再加上牛尾海及糧船灣海內及附近各島嶼。初步確立了今日西貢區的範圍。1978年11月底，萬宜水庫竣工，糧船灣洲自此成為西貢半島的一部分。
此外，西貢半島上的鄉村亦擁有悠久的歷史，村民主要從事漁農業。據《大浪西灣黎氏族譜》所載，西灣村的歷史最遠可以追至明朝成化年間，距今接近600年歷史。位於半島北部的海下灣於1800年至1939年間則盛行出產石灰，鄰近的灣仔亦曾成為採泥區。
隨著香港工業發展，西貢半島交通不便的問題越發明顯，大多數村民為了獲得更好的生活轉而搬到市區，致使西貢半島各鄉村的人口逐漸減少。
1981年，建於19世紀中葉、位於北潭涌的客家村落上窰村被列入為香港法定古蹟。在1983年經修葺後，上窰村於翌年闢作上窰民俗文物館，開放給市民參觀。
1980年代起，大網仔路一帶建有不少別墅和低密度私人屋苑，如亞都花園、環翠居、萬宜山莊、早禾居、早禾山莊和觀海樓等。

## 飲食

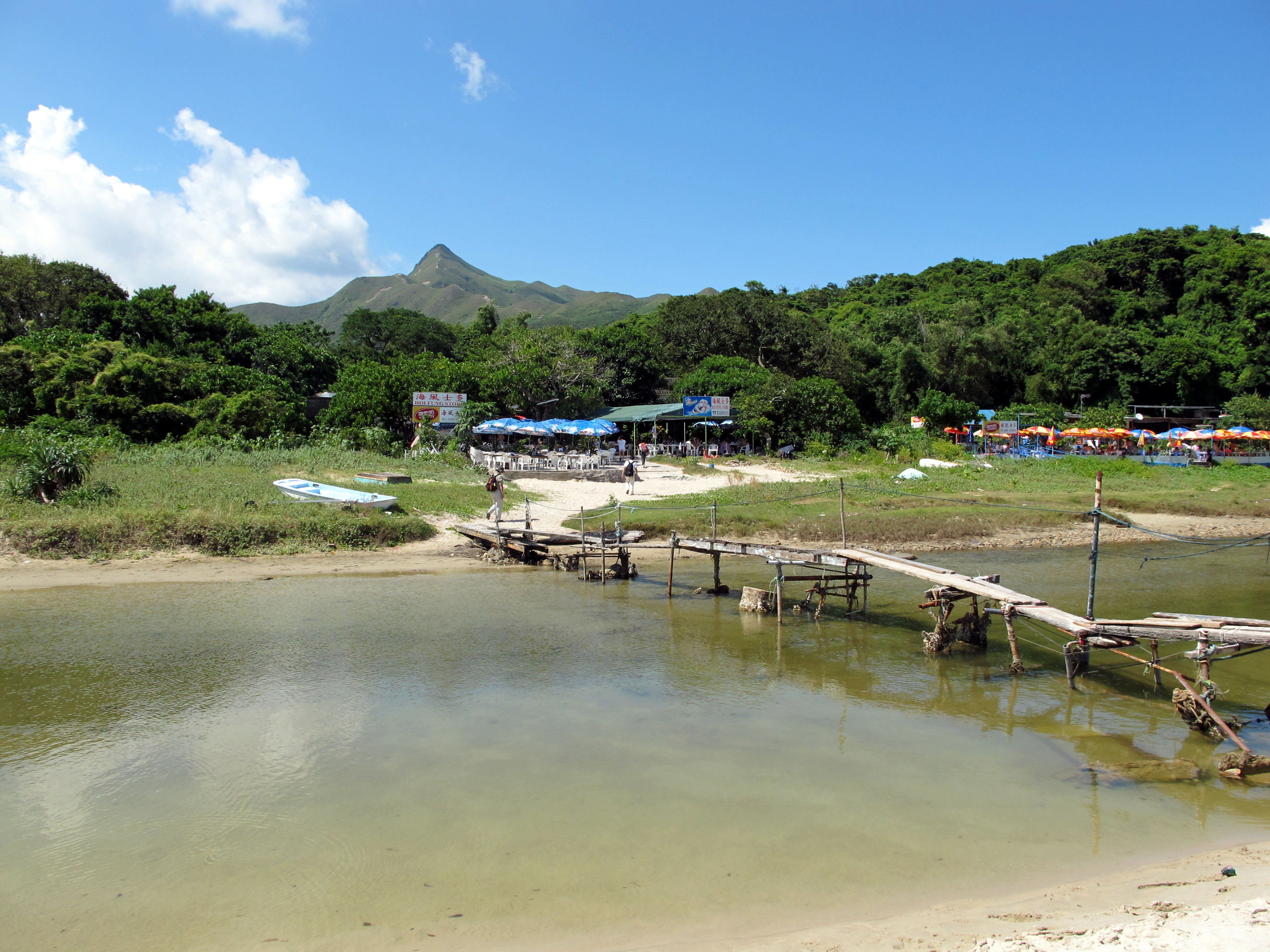
位於鹹田的海風士多

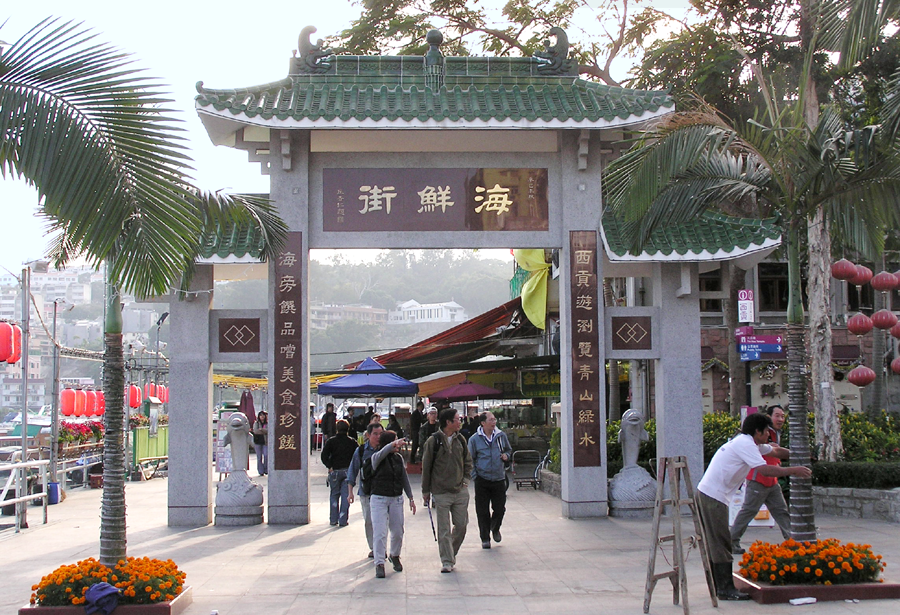
西貢海鮮街，海鮮食肆林立

西貢半島的多個鄉村如西灣、鹹田、赤徑、海下灣等均設有茶座、士多為遊客提供膳食。部分士多除了販賣零食和飲料，亦會提供熟食。
此外，西貢半島的村民在開埠前曾從事漁業，附近的西貢市亦是海鮮愛好者的勝地，本地人及部分海外遊客慕名而來。品嚐海鮮的同時，遊客亦可以到街市購買海鮮、逛逛商店林立的後巷、參觀天后廟、與朋友吃海鮮宴、光顧不同特色的西式酒吧或酒樓。此外，位於西貢市的著名食店滿記甜品吸引了很多本地人及海外遊客。

## 旅遊

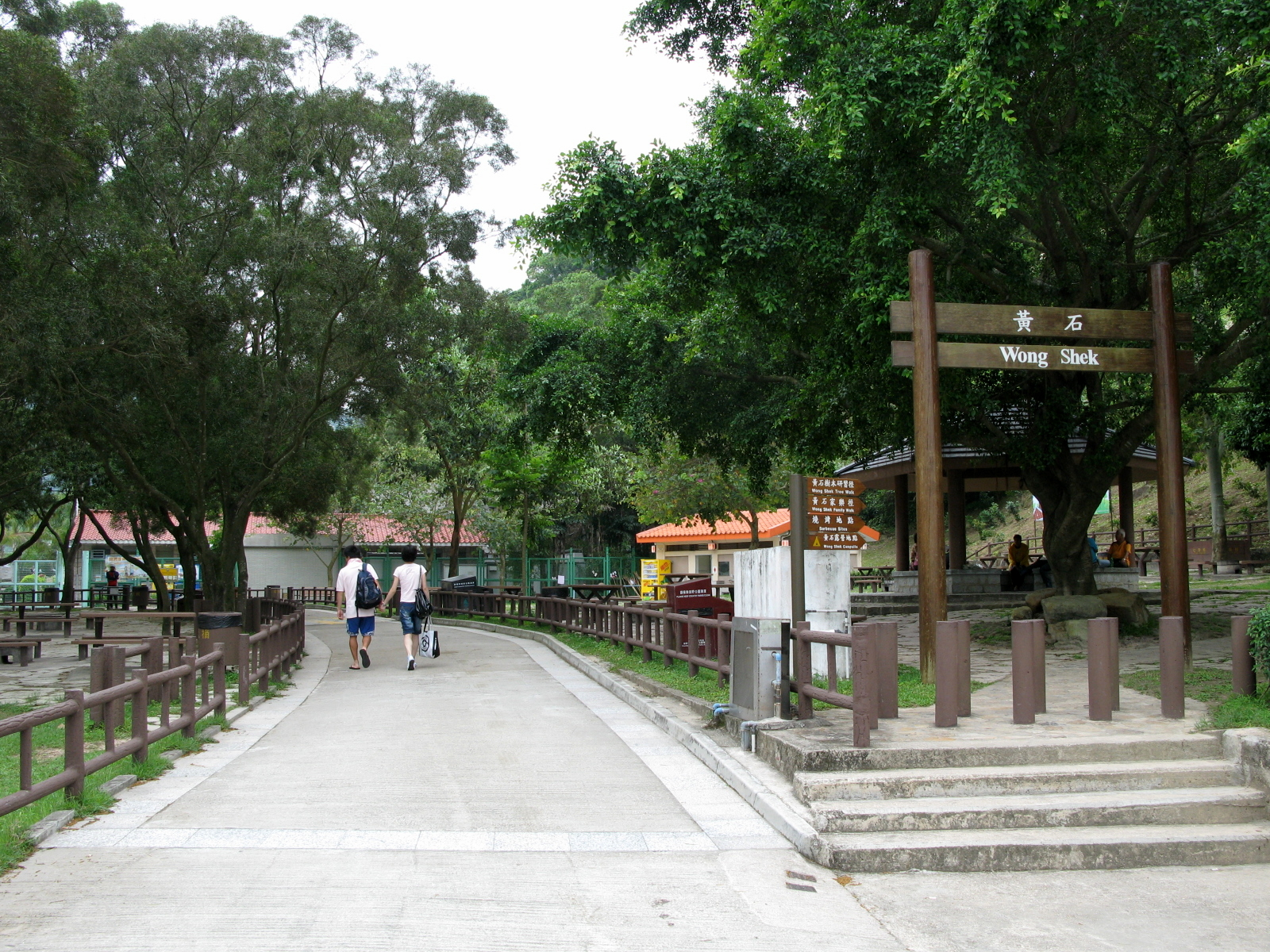
黃石

位於西貢半島北部的黃石也是半島內的著名旅遊地點，黃石有很多郊遊設施，有美麗海景。但政府為了保護這區美麗的環境，政府控制這區的汽車流量，在北潭涌設立關卡，只有公共交通工具和有許可證的車輛可以進入。區內設有黃石碼頭，它只有一個街渡碼頭，所以設備上亦較為簡陋，而黃石碼頭的街渡可以到達西貢半島北部的鄉村和鄰近島嶼，如高流灣、荔枝莊和塔門。
西貢半島上亦設有不少青年旅舍和營地，包括白沙澳青年旅舍、麥理浩夫人度假村、保良局北潭涌渡假營和香港青年協會賽馬會西貢戶外訓練營等。
在西貢半島的附近，也有很多偏僻島嶼。在夏天晚上，有部分人會租橡皮艇或舢舨到一些島嶼留宿一夜。遊客普遍到訪的島嶼 / 地區包括鹽田仔、滘西洲、橋咀洲、糧船灣洲、白沙洲和羊洲。 近年，不少遊客亦會於西貢半島上的露營地點和沙灘露營，如西灣、鹹田和浪茄。

## 行政管理
西貢半島在行政管理上分為兩區，是由於從前西貢市並未開通西沙路往十四鄉和未有標準道路開往北潭坳、黃石碼頭等地區，而那些地區的鄉村（如深涌、荔枝莊及榕樹澳）和島嶼都依賴街渡或渡輪往來大埔滘（包括塔門及東平洲等，後來街渡改為連接沙田區的馬料水）或者西貢市（包括滘西洲、鹽田梓 、吊鐘洲及已建成萬宜水庫的糧船灣島等），故此西貢半島北部劃入大埔西貢北選區，而南部劃入西貢西貢離島選區。

## 交通

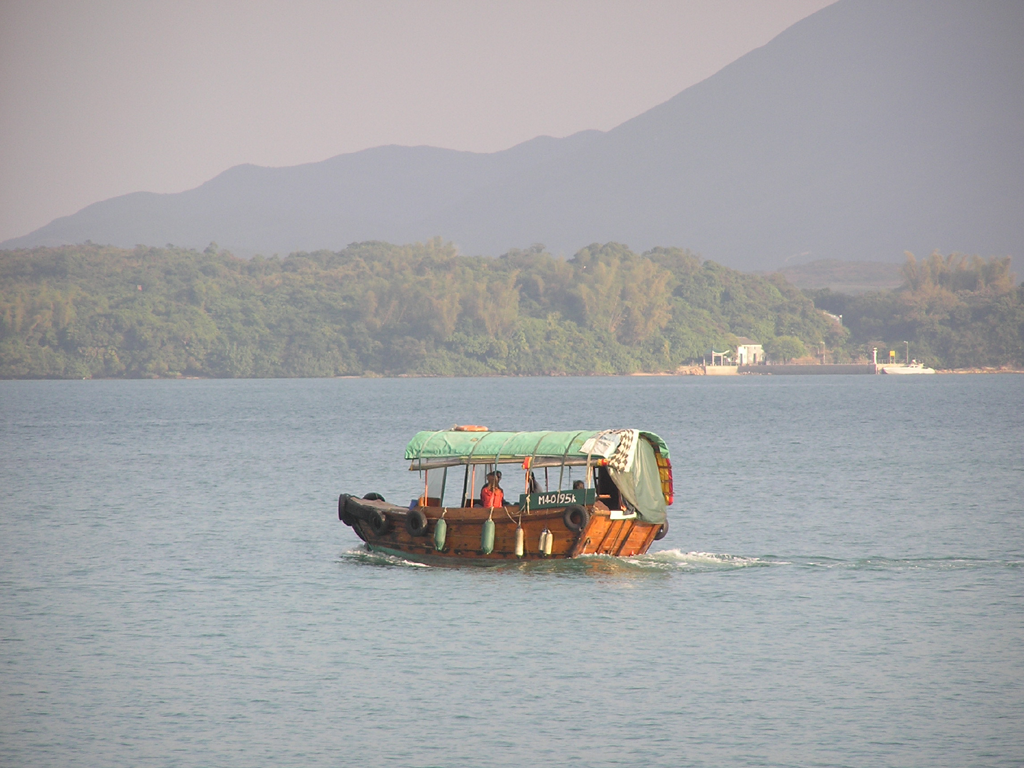
街渡連繫了西貢半島與附近小島

開埠初年來往西貢半島一般只能利用海路，直到1940年代日軍興建了西貢公路，最初只有單車徑般闊度，1955年才擴闊至現有闊度。西沙路則於1988年延長至馬鞍山新市鎮。
西貢半島內的主要道路包括大網仔路、北潭路、海下路、西貢西灣路和西貢萬宜路。西貢市有每日服務的巴士、小巴及居民巴士路線，通往西貢半島內的北潭涌、黃石碼頭和海下灣等鄉郊地方。
- 新界區專線小巴：

1. 7號線，往返西貢市及海下灣。
2. 9號線, 往返西貢市及麥理浩夫人度假村。
3. 9A號線, 往返北潭涌及萬宜水庫東壩，只於星期六、日及公眾假期服務:北潭涌開09:30-18:10; 萬宜水庫東壩開出10:00-18:30，班次為20分鐘一班

- 巴士：

1. 九龍巴士94線，往返西貢市及黃石碼頭，班次為30-35分鐘一班；
2. 九龍巴士96R線，只於星期六、日及公眾假期服務：往返港鐵鑽石山站及黃石碼頭，班次為12-20分鐘一班；
3. 九龍巴士289R線, 只於星期六、日及公眾假期服務：往返沙田市中心及黃石碼頭，由黃石碼頭開出班次為30分鐘一班

此外，99線及299X線亦服務位於西貢半島西端的鄉村，如黃竹灣。
- 居民巴士

1. 29R，往返西貢（親民街）及西灣亭，西貢(親民街)開出08:30-16:45; 西灣亭開出08:50-18:00

西貢市有兩個主要公眾碼頭，提供船隻租賃和按需求而定的街渡服務，前往西貢半島南部及東部多處地點（包括南風灣、創興水上活動中心、北丫、糧船灣和鹹田）。位於西貢半島北部的黃石碼頭則設有三條街渡渡輪航線，提供固定班次分別前往下列目的地：
- 灣仔（南風灣）、赤徑
- 赤徑（僅部分班次）、高流灣及塔門
- 馬料水、深涌、荔枝莊、塔門、高流灣、赤徑

儘管西貢半島北部屬於大埔區，現時半島上並沒有公共交通服務直接前往大埔新市鎮。

## 保安

### 香港警務處
- 西貢屬於東九龍總區，由黃大仙管轄

### 消防處
- 西貢消防局屬於中九龍行動總區同九龍總區管轄

## 外部連結
- 香港古物古蹟辦事署：香港石刻顧問研究報告  （页面存档备份，存于）
- 按需求而定的街渡渡輪服務 （页面存档备份，存于）

22°25′34″N 114°19′23″E / 22.426°N 114.323°E